# La giacca verde
La giacca verde è un film per la televisione del 1979 diretto dal regista Franco Giraldi, tratto dall'omonimo racconto di Mario Soldati.

## Trama
Nel 1946 a Roma Walter Salvini, giovane e celebre direttore d'orchestra, interrompe  le prove dell'Otello di Giuseppe Verdi, perché ha riconosciuto tra gli orchestrali Romualdi, il timpanista, che aveva conosciuto durante la Seconda Guerra Mondiale mentre erano entrambi rifugiati in un paesino dell'Abruzzo. Romualdi allora si faceva passare per un famoso direttore d'orchestra e Salvini, che si nascondeva dietro l'identità di un ragioniere bancario, assecondava la millanteria del timpanista per un gioco crudele e sottile che gli aveva permesso, tra l'altro, di godere delle grazie della bella Dolores, ex diva di regime, che li aveva ospitati. L'inaspettato incontro durante le prove fa scattare nel superbo intellettuale un meccanismo di rimorso che gli rivela la sua meschinità e il direttore d'orchestra non sarà capace di dirigere quello che credeva un personaggio a lui inferiore.

## Produzione e distribuzione
Prodotto da Arturo La Pegna per C.E.P., RAI-TV (ROMA) e TVR 3 (PARIGI), con la duplice intenzione di proiettarlo nei cinema e in televisione, La giacca verde venne presentato in anteprima, nel luglio del 1979, alla rassegna cinematografica di Taormina. Renzo Montagnani fu candidato, come miglior attore, al David di Donatello. In Italia il film giunse nelle sale cinematografiche solo nell'agosto del 1981, e in tv nel dicembre dello stesso anno.

## Critica
Tratto dall'omonimo racconto di Mario Soldati, La giacca verde viene ritenuto "Uno studio di caratteri non banale, ricco di sfumature ma non esangue", in cui "Pur non perdendo l'inquietante complessità letteraria del contrasto tra essere e apparire e delle interrogazioni su molti temi (mediocrità, dignità, seduzione, talento), nel passaggio dalla pagina allo schermo il racconto ha guadagnato in limpidezza e concretezza quotidiana". Alcuni critici hanno ritenuto il film "Un esercizio di stile fine a se stesso", ma hanno comunque lodato le interpretazioni di Cassel e Montagnani.

## Curiosità
Mario Soldati disse del film: "È il mio miglior film. Interamente mio, ma nello stesso tempo interamente di Giraldi".